# Giovanni Nerbini

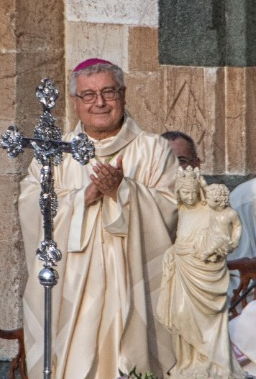
Bischof Giovanni Nerbini bei seiner Amtseinführung (2019)

Giovanni Nerbini (* 2. Juni 1954 in Figline Valdarno, Provinz Florenz, Italien) ist ein italienischer Geistlicher und römisch-katholischer Bischof von Prato.

## Leben

Bischofswappen

Giovanni Nerbini war bis 1989 als Lehrer tätig und trat dann ins Priesterseminar von Fiesole ein. Er empfing am 22. April 1995 das Sakrament der Priesterweihe und wirkte zunächst im Bistum Fiesole als Pfarrvikar. 2015 wurde Nerbini Generalvikar des Bistums.
Am 15. Mai 2019 ernannte ihn Papst Franziskus zum Bischof von Prato. Nerbini wurde am 30. Juni 2019 zum Bischof geweiht.